# Zeche Hasenwinkeler Stolln
Die Zeche Hasenwinkeler Stolln, auch Hasenwinkeler Stollen genannt, ist ein ehemaliges Stollenbergwerk in Oberdahlhausen. Die Zeche wurde auch nur Zeche Hasenwinckel genannt. Bereits vor dem Jahr 1698 wurde hier früher Stollenbau betrieben.

## Bergwerksgeschichte
Am 3. April des Jahres 1698 wurde eine Eingabe beim Bergamt zur Anlage eines tieferen Stollens getätigt. Bei diesem tieferen Stollen handelte es sich vermutlich um den Sonnenscheiner Stolln. Noch im selben Jahr erfolgte die Verleihung, im Anschluss daran wurde der Stollen im Bereich des Köttermanns Siepen angesetzt. Die Vortriebsarbeiten wurden jedoch bald gestundet, Gründe hierfür waren der Wasserzufluss und die geringe Bauhöhe. Der Stollen wurde im Laufe der Zeit mehrfach unterschiedlich benannt, so als Zeche Sonnenschein oder Zeche Hasenwinkel. Es wurden aber keine weiteren bergmännischen Tätigkeiten durchgeführt. Im Jahr 1732 wurde ein neuer Antrag beim Bergamt eingereicht, um den Hasenwinkeler Stollen anzulegen. Noch im selben Jahr wurde 300 Meter südöstlich des Sonnenschein Stollens das Stollenmundloch des Hasenwinkeler Stolln angesetzt und der Stollen in östlicher Richtung aufgefahren. Nach der Auffahrung des Stollens wurde auf der westlichen Seite des Stollens Steinkohle abgebaut, außerdem wurden mehrere kleine Schächte abgeteuft. In den Jahren 1754 und 1755 war der Stollen nachweislich in Betrieb. Im Jahr 1761 wurde eine Störung angefahren, das Flöz war verworfen und konnte nicht wiedergefunden werden.
Im Jahr 1770 wurde 70 Lachter östlich des Schachtes Theresia der Zeche General & Himmelscroner Erbstolln ein Oberstollen angesetzt. Im Jahr 1772 war der Stollen in Betrieb, der Sonnenscheiner Erbstolln war tiefer angesetzt. Im selben Jahr wurde mit der Kohlenlieferung über die Ruhr für die Stadt Kleve begonnen. Im Jahr 1779 war Hasenwinkel Nr. 1 in Betrieb. Im Jahr 1780 erfolgte eine Kohlenlieferung zur „Unnaischen Salz-Coctur“. In den Jahren 1780 bis 1782 waren Hasenwinkel Nr. 1 bis 3 in Betrieb. Im Jahr 1782 war nur Hasenwinkel Nr. 2 in Betrieb, es wurde ein Handriß für Hasenwinkel Nr. 3 und Nr. 4 angefertigt. Im Jahr 1796 wurde ein Querschlag aus dem Sonnenscheiner Stolln vorgetrieben. Im Jahr darauf wurde wieder Abbau betrieben. Im Jahr 1801 wurde der Stollen außer Betrieb genommen; Grund dafür waren aufsteigende Wasser. Im März des Jahres 1806 wurde der Hasenwinkeler Stolln aus dem Lichtloch 6 des General Stollens wieder in Betrieb genommen. Im Jahr 1808 wurde am Schacht Albertine abgebaut. Im darauffolgenden Jahr kam es mit weiteren Bergwerken zur Konsolidation zur Zeche Hasenwinkel & Sonnenschein.

## Hasenwinkel & Sonnenschein
Die Zeche Hasenwinkel & Sonnenschein in Oberdahlhausen wurde auch Zeche Vereinigte Hasenwinkel & Sonnenschein genannt. Ab dem November des Jahres 1805 bis zum Jahr 1810 wurde ein Querschlag aus dem General-Stolln Nr. 2 in nördlicher Richtung aufgefahren. Der Querschlag wurde Hasenwinkel & Sonnenschein genannt. Im Jahr 1809 kam es zu unklaren Berechtsamsverhältnissen mit dem Hasenwinkeler Stolln, dem Sonnenscheiner Stolln und dem Sonnenscheiner Erbstolln. Aufgrund dieser unklaren Berechtsamsverhältnisse konsolidierten die Zeche Hasenwinkeler Stolln mit der im Jahr 1700 stillgelegten Zeche Sonnenscheiner Stolln und dem Sonnenscheiner Erbstolln. Im selben Jahr wurde das neue Bergwerk in Betrieb genommen, die Förderung erfolgte teilweise durch den General-Stolln Nr. 2, der andere Teil der abgebauten Kohlen wurde im tonnlägigen Schacht Albertine gefördert. Für die Nutzung des General-Stolln Nr. 2 musste eine Stollengebühr bezahlt werden. Es wurden in diesem Jahr 8000 Ringel Steinkohle gefördert. Die geförderten Kohlen wurden über die Ruhr verschifft.
Im Jahr 1811 wurde eine neue Schienenbahn zur Ruhr gemeinsam mit dem General-Stolln Nr. 2 genutzt. In den Jahren 1815 und 1825 wurde nachweislich Abbau betrieben. Im Jahr 1827 wurde die Konsolidation durch das Bergamt bestätigt. Im darauffolgenden Jahr wurde ein Hauptquerschlag für den geplanten Schacht Constanz August angesetzt. Im Jahr 1829 konsolidierte die Zeche Hasenwinkeler Stolln mit anderen Bergwerken zur Zeche Hasenwinkel-Himmelscroner Erbstolln.